# Picture Rocks (Arizona)
Picture Rocks és una concentració de població designada pel cens dels Estats Units a l'estat d'Arizona. Segons el cens del 2000 tenia 8.139 habitants.

## Demografia
Segons el cens del 2000, Picture Rocks tenia 8.139 habitants, 2.883 habitatges, i 2.182 famílies La densitat de població era de 56,5 habitants/km².
Dels 2.883 habitatges en un 38,6% hi vivien nens de menys de 18 anys, en un 59,2% hi vivien parelles casades, en un 10,6% dones solteres, i en un 24,3% no eren unitats familiars. En el 18,4% dels habitatges hi vivien persones soles el 4,2% de les quals corresponia a persones de 65 anys o més que vivien soles. El nombre mitjà de persones vivint en cada habitatge era de 2,82 i el nombre mitjà de persones que vivien en cada família era de 3,2.
Per edats la població es repartia de la següent manera: un 30% tenia menys de 18 anys, un 6,3% entre 18 i 24, un 31,3% entre 25 i 44, un 24,5% de 45 a 60 i un 7,9% 65 anys o més.
L'edat mediana era de 36 anys. Per cada 100 dones de 18 o més anys hi havia 99,8 homes.
La renda mediana per habitatge era de 39.534 $ i la renda mediana per família de 43.026 $. Els homes tenien una renda mediana de 30.752 $ mentre que les dones 21.513 $. La renda per capita de la població era de 17.132 $. Aproximadament el 4,3% de les famílies i el 7,5% de la població estaven per davall del llindar de pobresa.

## Poblacions més a prop
El següent diagrama mostra les poblacions més a prop.